# 我寧可去死
我寧可去死（日语：／ Shinunogaiiwa */?，風格化：Shinunoga E-Wa）是收录于藤井风于2020年5月20日由HEHN Records及日本环球音乐发行的首张专辑《HELP EVER HURT NEVER》的第8首曲目，歌曲其后在社交媒体应用程序TikTok上病毒式传播，并登上多国音乐榜单。

## 宣傳
2022年8月2日，藤井風在Twitter上公開了Spotify的畫面截圖，表達了自己對我寧可去死在泰國登上每日大熱歌曲榜的喜悅。8月22日，他在個人的YouTube頻道上公開了歌曲在2020年的日本武道館的演唱會現場表演影片，並獲得海外觀眾的熱烈反響。10月26日，為慶祝個人的YouTube頻道訂閱數突破200萬人，他公開了為演唱會「Fujii Kaze "LOVE ALL SERVE ALL" STADIUM LIVE」拍攝的歌曲影像。影片由曾在旅路等音樂錄影帶合作的山田健人作為導演拍攝，以一鏡到底手法以及全黑白色調製作，為僅以手部、表情，以及上半身的動態構成的簡單作品。

## 商業成績
我寧可去死雖然從未作為單曲發行，但在推出兩年後的2022年7月下旬在泰國開始作為TikTok影片的使用配樂而流行，熱潮其後更漫延至東南亞多個國家。在Spotify的每日大熱歌曲榜中，歌曲登上了泰國、新加坡、加拿大與法國等總共17個國家的冠軍，並最高登上全球日榜的第4位。藤井風的Spotify每月聽眾數量亦急速上升，而海外聽眾更是佔全體超過一半的數目，改變以往主要為本土聽眾的結構。在日本，歌曲最高登上了Oricon的單曲串流排行榜第24位，以及單曲合算排行榜第36位。歌曲亦最高登上了日本《告示牌》的歌曲串流排行榜第22位，以及熱門100金曲榜第33位。歌曲亦登上了美國《告示牌》的全球二百強單曲榜第118位，以及美國除外全球單曲榜第85位。

## 製作名單
資料來自我寧可去死音源於YouTube的說明文字。
- 藤井風 – 作曲、填詞、聲樂、鋼琴
- Yaffle（日语：Yaffle） – 編曲、製作
- 小森雅仁（日语：小森雅仁） – 混音工程
- 涌井良昌 – 錄製工程

## 榜單排名
| 週榜單（2022年）                     | 最高 位置 |
| ------------------------------------ | --------- |
| 日本（Oricon單曲串流排行榜）         | 24        |
| 日本（Oricon單曲合算排行榜）         | 36        |
| 日本（《告示牌》熱門100金曲榜）      | 33        |
| 日本（《告示牌》歌曲串流排行榜）     | 22        |
| 全球（《告示牌》全球二百強單曲榜）   | 118       |
| 全球（《告示牌》美國除外全球單曲榜） | 85        |

## 認證
| 地區                                                     | 认证 | 认证单位/销量 |
| -------------------------------------------------------- | ---- | ------------- |
| 日本（日本唱片協會）                                     | 金   | 50,000,000†   |
| *僅含認證的實際銷量 ‡僅含認證的+實際銷量 †僅含認證的銷量 |      |               |